# Ростверк
Ростверк (нем. Rostwerk, от Rost – скара и Werk – структура) – връхната част на наколен или пилотен фундамент, разпределящ натоварването от носещите елементи на сградата (съоръжението). По принцип тази стоманобетонна рамка под носещите стени на сградата и стояща върху вкопани в земята колони (пилоти), външно наподобява маса. Ростверкът се изпълнява под формата на греди или плочи, обединяващи главите на стълбовете (пилотите) и служи за опорна конструкция за носещите елементи на сградата (съоръжението).
Ростверк също така се нарича единична или двойна платформа от дървени трупи или греди, разположена върху основа от трошен камък, пясък или баластра и изпълнява функцията на фундамент за леки постройки.
Ростверкът е елемент на пилотните фундаменти, стоманобетонна плоча обединяваща група пилоти. Предназначението на ростверка е да преразпредели вертикалните товари от конструкцията бърху пилотите като сили, които пилотите самостоятелно могат да понесат.
Ростверкът се нарича висок, когато е разположен на значително високо ниво в почвата или водата (например, в пристанищните съоръжения за акостиране), повишен, когато неговата долна повърхност съвпада с нивото на терена на почвата и нисък, когато е вкопан в почвата (например, във фундаменти на жилищни и промишлени сгради). Като материали за изграждане на ростверка в съвременното строителство се използват предимно бетон и стоманобетон (от сглобяеми елементи или монолитен), по-рядко – дървени и метални. Наименованието „ростверк“ е възникнало във връзка с използваните по-рано конструкции, които са били във формата на скара от дървени греди, върху която се изпълнява настилка от дъски.
При високи постройки (небостъргачи) ростверк се наричат решетъчни пространствени конструкции, разположени в горната част на сградата и/или при някои междинни етажи, които служат за повишаване на пространствената устойчивост на сградата и по-равномерното разпределение на натоварването между вертикалните носещи елементи на конструкциите (колони, стени и т.н.). Ростверки се използват също така и за укрепване или окачване към тях на конструкции на многоетажни постройки с колонни конструктивни системи. В този случай ростверкът представлява конзолна конструкция. Такъв ростверк се нарича също така аутригер-ростверк.